# Thuggin’ Under the Influence (T.U.I.)
Thuggin’ Under the Influence (T.U.I.) jest debiutanckim albumem amerykańskiego rapera Younga Jeezy’ego (w tym czasie znany jako Lil' J), wydany w 2001 roku.

## Lista utworów
| #  | Tytuł                       | Producent(ci) | Goście               | Czas |
| -- | --------------------------- | ------------- | -------------------- | ---- |
| 1  | "Intro"                     |               |                      | 0:36 |
| 2  | "Welcome"                   | Pretty Ken    |                      | 2:47 |
| 3  | "Swerve"                    | Sol Messiah   | C-Dog                | 4:07 |
| 4  | "Put Da Whip On It"         | Pretty Ken    |                      | 4:17 |
| 5  | "Long Days"                 | Pretty Ken    |                      | 5:01 |
| 6  | "Watch What U Say'n"        | Shawty Redd   | Fidank               | 3:37 |
| 7  | "Dubbs And Brikks"          | Sol Messiah   | Kinky B              | 4:13 |
| 8  | "Tonite"                    | Pretty Ken    |                      | 4:25 |
| 9  | "G.A."                      | Shawty Redd   | Shawty Redd          | 4:28 |
| 10 | "Put Da Whip On It (cont.)" | Sol Messiah   |                      | 2:39 |
| 11 | "Haters"                    | Lil Jon       | Lil Jon              | 4:16 |
| 12 | "Right Here, Right Now"     | YOS           | Fidank & Chyna Whyte | 3:49 |
| 13 | "Skit"                      |               |                      | 1:16 |
| 14 | "Freaky Thug"               | Sol Messiah   | Charlie Jangles      | 3:16 |
| 15 | "Whatdaya Call Dat"         | Sol Messiah   | Kinky B              | 4:42 |
| 16 | "Do That Shit"              | Lil' J        | Bigg Boyz & Kinky B  | 3:58 |
| 17 | "Getcha Some Money"         | Sol Messiah   | Ms. Peaches          | 3:23 |
| 18 | "Dis Shawty Here"           | Pretty Ken    |                      | 4:01 |